# Mazarinetki
Mazarinetki – siedem siostrzenic kardynała Jules’a Mazarina, pierwszego ministra Francji w czasach młodości króla Ludwika XIV. Przywiózł je, wraz z trzema swymi siostrzeńcami, z Włoch do Francji w latach 1647–1653. Następnie ułożył korzystne mariaże z potężnymi i wpływowymi książętami francuskimi i włoskimi. Aby przezwyciężyć opór arystokratycznych wybranków, kardynał wyznaczył ogromny posag dla siostrzenic.

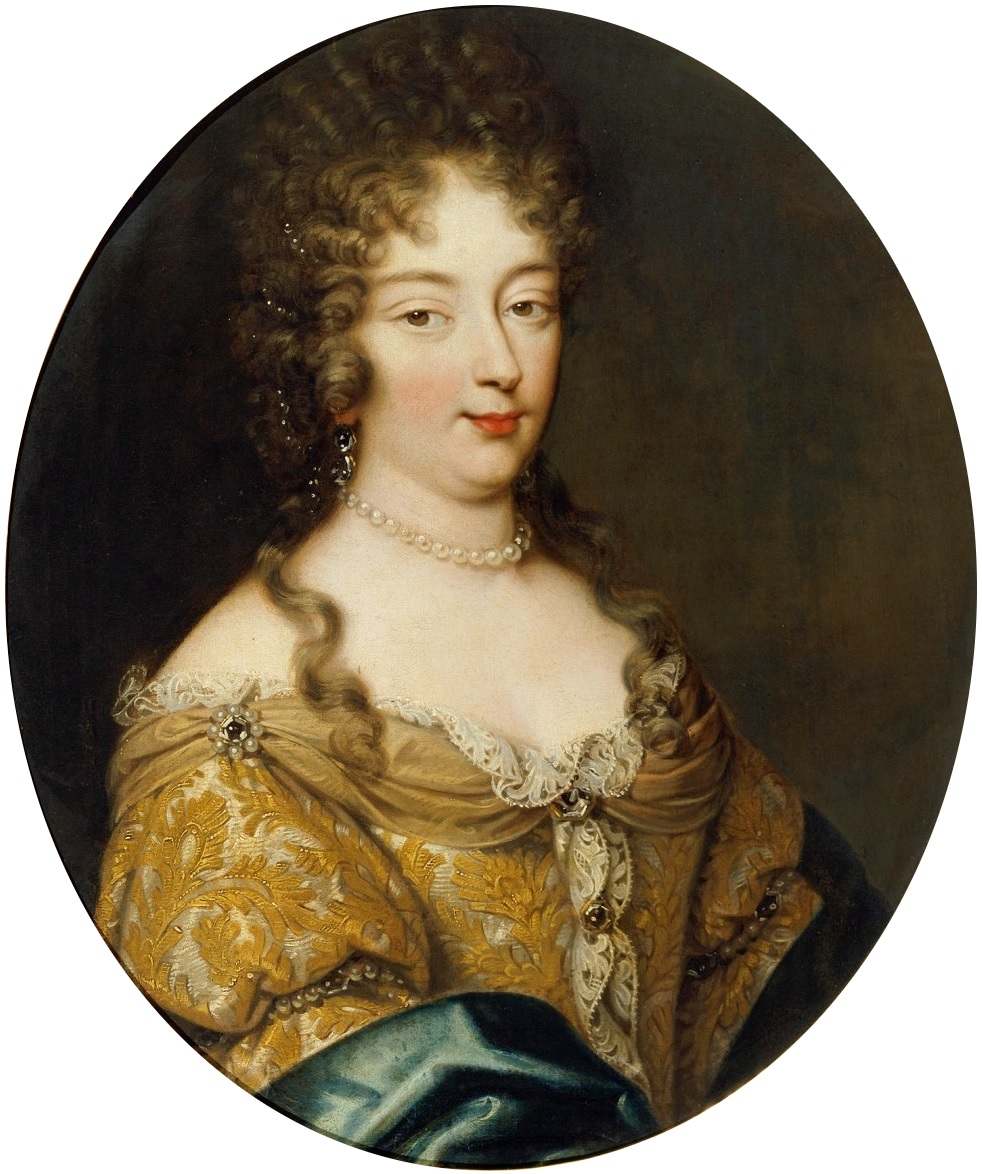
Olimpia Mancini

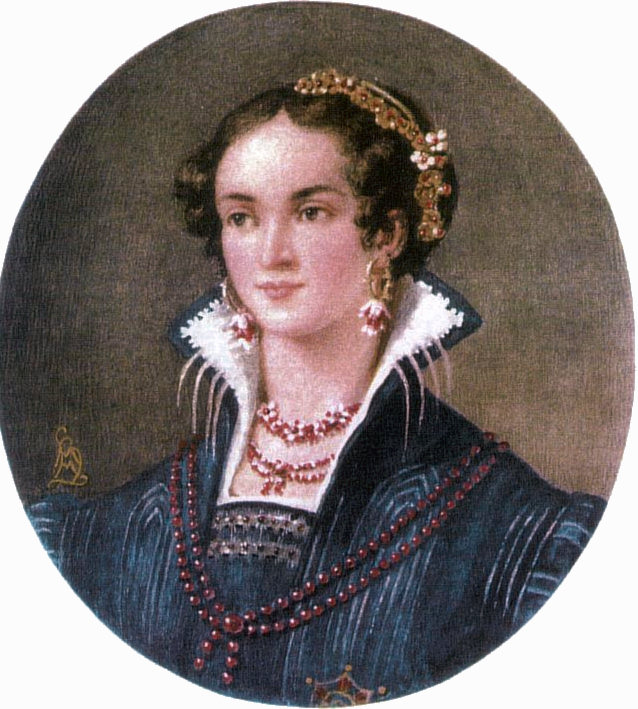
Laura Martinozzi

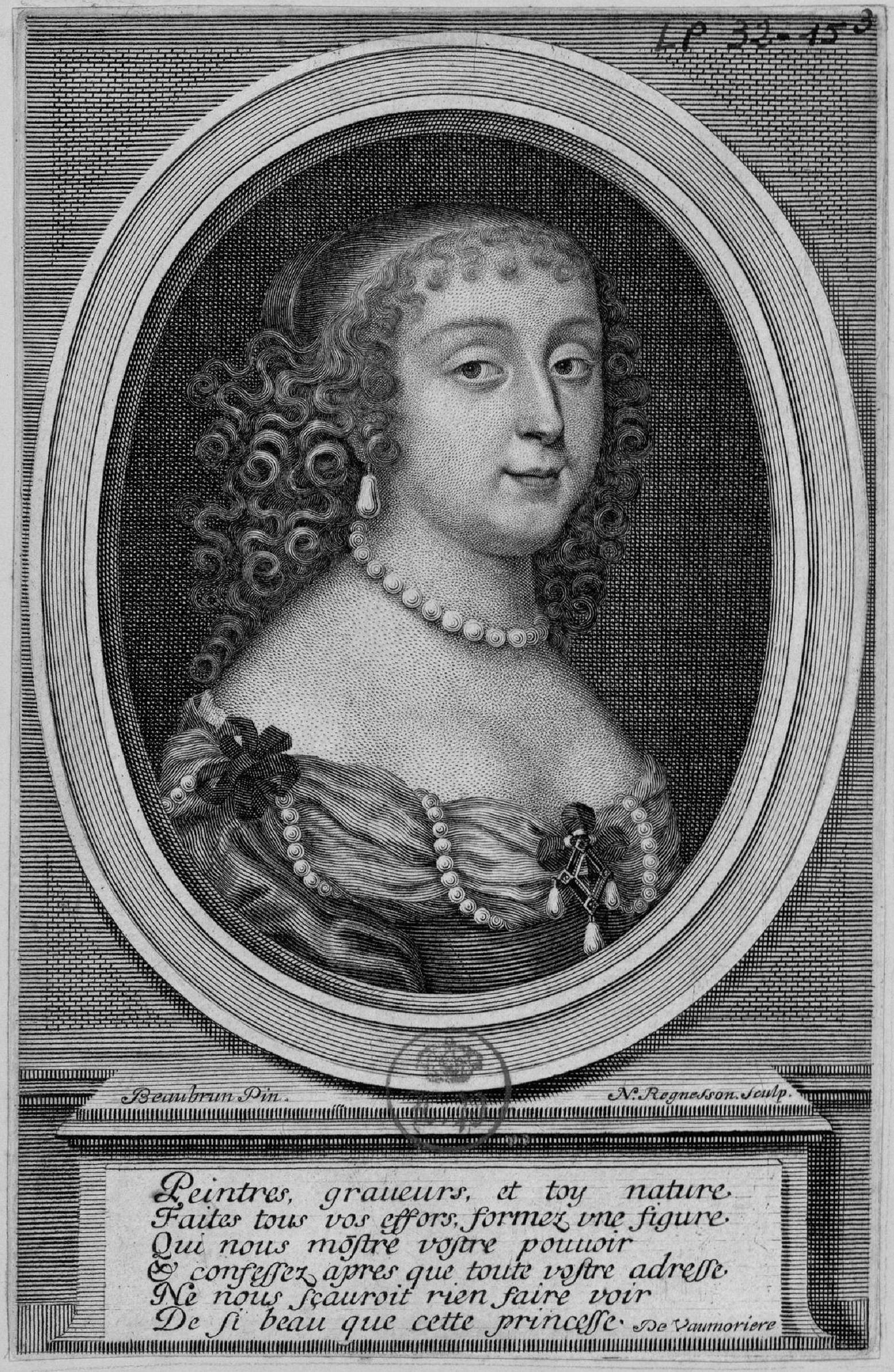
Anna Maria Martinozzi

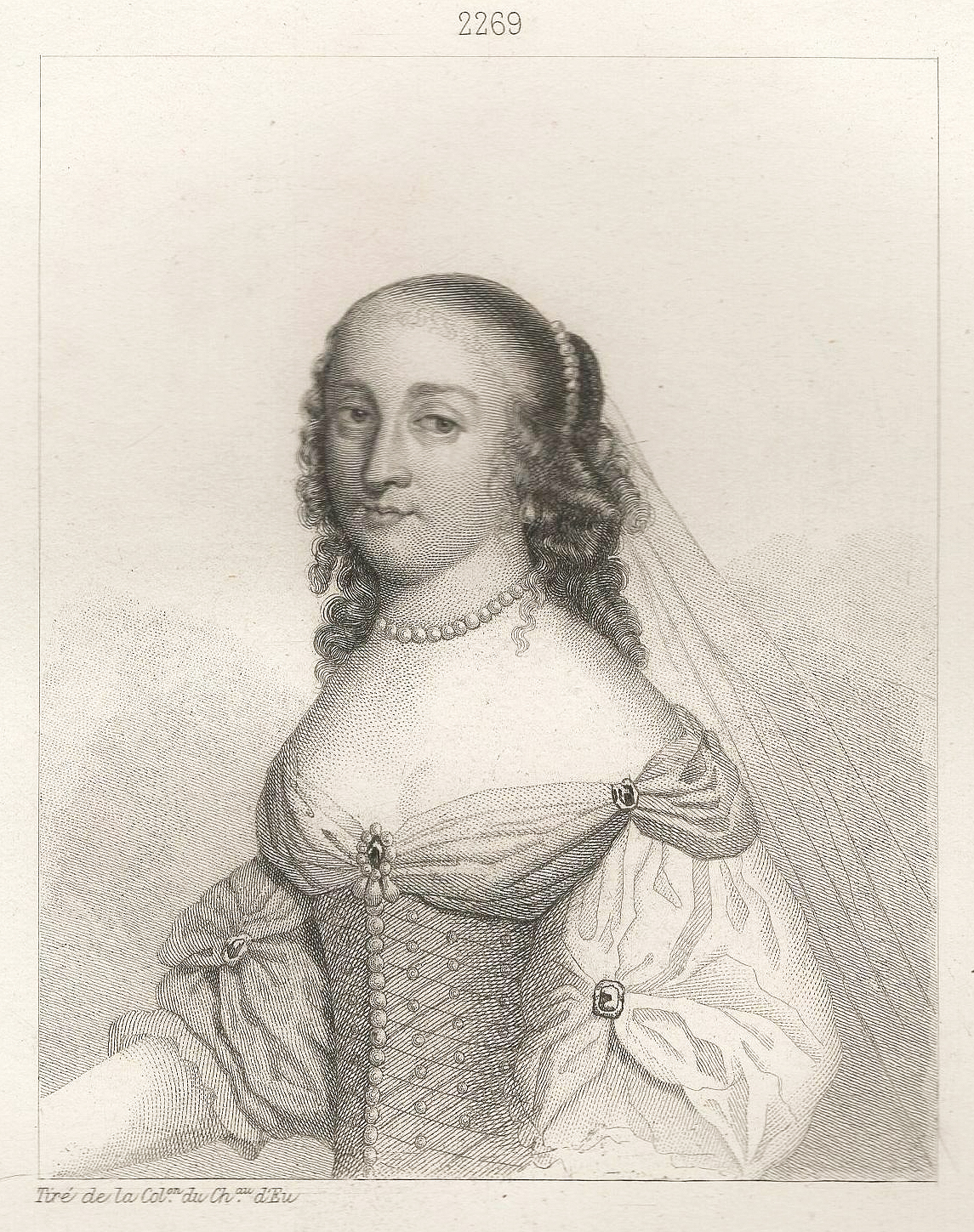
Laura Mancini

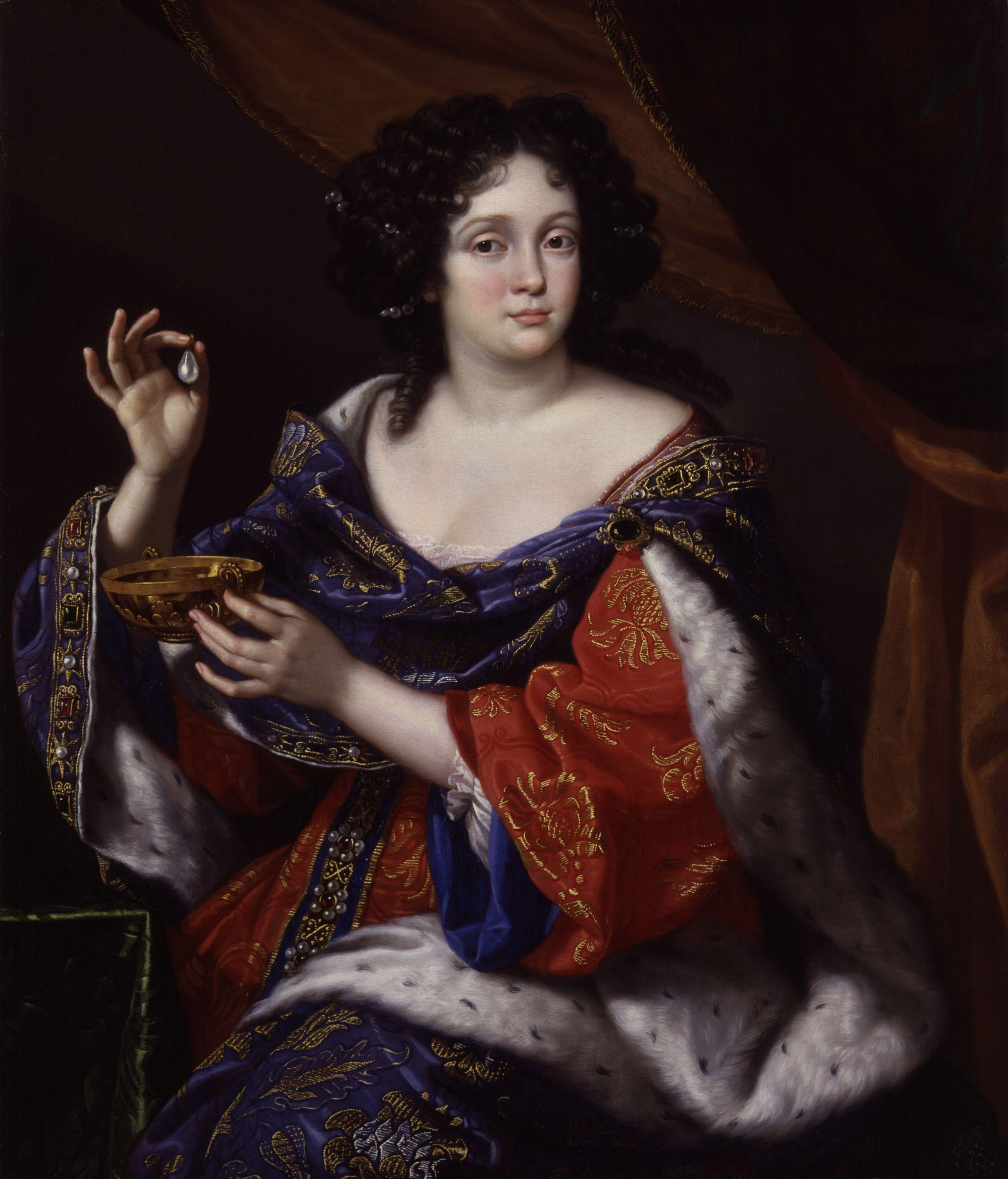
Marie Anne Mancini

Córki sióstr Mazarina, Laury Margherity i Geronimy:
- Laura Martinozzi (1635–1687), przez małżeństwo z Alfonso IV d’Este, księżna Modeny i Reggio od 1658
- Laura Mancini (1636–1657), przez małżeństwo z Ludwikiem II de Vendôme, księżna Mercœur od 1651
- Anna Maria Martinozzi (1637–1672), przez małżeństwo z Armandem de Bourbon, księżna Conti od 1654
- Maria Mancini (1639–1715), przez małżeństwo z Lorenzo Onofrio Colonna, księżna Colonna od 1661
- Olimpia Mancini (1640–1708), przez małżeństwo z Eugène Maurice Savoy, hrabina Soissons od 1657
- Hortensja Mancini (1646–1699), przez małżeństwo z Armandem Charles de La Porte de La Meilleraye, księżna Mazarin 1661
- Maria Anna Mancini (1649–1717), przez małżeństwo z Godfrydem Maurycym de La Tour d'Auvergne, księżna de Bouillon od 1662

## Reakcja dworu na przybycie mazarinetek
Przyjechały do Francji grupami, dziewczęta miały w momencie przybycia od siedmiu do trzynastu lat. Ich wuj, kardynał Mazarin, pragnął by się pojawiły na dworze francuskim z kilku powodów. Po pierwsze, był zmęczony otoczeniem, francuska szlachta i dworzanie odnosili się do niego z wrogością, a on wiedział, że nie może im zaufać. Chciał się zrelaksować i porozmawiać w ojczystym języku, poznać najmłodszych członków własnej rodziny. Po drugie, chciał skorzystać z siostrzenic i siostrzeńców do umocnienia swojego  dziedzictwo we francuskim społeczeństwie i historii. Jako duchowny nie mógł mieć jawnych dzieci, które mogłyby to zrobić.
Po przybyciu do Paryża, Anna Austriaczka, matka młodego króla Ludwika XIV, wzięła dzieci pod swoje skrzydła. Wszyscy młodzi krewni kardynała uczyli się razem z królem i jego młodszym bratem Filipem w Palais-Royal. Z tym znakiem łaski, położyła młodych kobiet na tym samym poziomie jak księżniczki krwi.
Kiedy dziewczęta po raz pierwszy oficjalnie zaprezentowano na dworze, marszałek Villeroy powiedział do wuja króla Gastona, księcia Orleanu:
„Oto młode panie, które obecnie nie są wcale bogate, lecz wkrótce będą miały piękne zamki, dobre dochody, drogocenne klejnoty, srebrne zastawy stołowe i być może wysoką pozycję”.
W Paryżu mazarinetki wywołały spore zamieszanie z powodu swojego wyglądu. W środowisku, gdzie blada skóra i obfite kształty uważane były za ideał piękna, ciemne włosy, cera i szczupłość dziewcząt budziła sensację.
W jednym z tzw. „mazarinadów” (fr. Mazarinades), pamfletów przeciwko kardynałowi publikowanych we Francji w latach 1648–1653, opisano siostrzenice kardynała w następujący sposób:
| Oryginał francuski | Polskie tłumaczenie                                                                            |
| --- | ---------------------------------------------------------------------------------------------- |
| Elles ont les yeux d'un hibou, L'écorce blanche comme un chou, Les sourcils d'une âme damnée, Et le teint d'un cheminée. | Mają sowie oczy, Białą skórę jak kapusta, Brwi potępieńców, Skórę ciemną jak węgiel i te usta. |

W innych „mazarinadach” nazywano je „księżniczkami brudu” i „śmierdzącymi wężami”.
Podczas Frondy zostały zmuszone dwukrotnie  do opuszczenia Paryża i musiały udać się na wygnanie. Po stłumieniu buntu kardynał Mazarin postanowił zabezpieczyć je poprzez korzystne mariaże.